# Dasa
Os dāsa (em sânscrito: दास) constituíam uma tribo que é apresentada no Rigueveda como inimiga dos arianos. A palavra dāsa tomou, posteriormente, conotações pejorativas, ao relacionar-se com a ideia de servidão e subordinação aos arianos. 
A identidade dos dasas tem originado um debate prolongado, relacionado com a teoria que sustenta que os indo-arianos, autores do Rigueveda, chegaram ao subcontinente indiano do exterior, subjugando os povos nativos. Durante o século XIX, os académicos ocidentais identificavam os dasas com os falantes de línguas dravídicas, de pele escura. Recentemente, outros autores, como Asko Parpola, defendem que eram um povo com as mesmas origens dos indo-arianos, no complexo arqueológico Báctria-Margiana, que teriam inicialmente rejeitado as práticas religiosas arianas mas que, posteriormente, ter-se-ão juntado a estes.
Um termo similar que também se refere a um povo inimigo, Dasyu, é usado no Rigueveda, sem que se saiba ao certo se se refere ao mesmo povo.